# Suintila
Suintila dei Visigoti, Suintila, anche in spagnolo, in catalano ed in portoghese (594 circa – Toledo, 634 circa), è stato Re dei Visigoti dal 621 al 631.

## Origine
Suintila era un nobile visigoto che secondo alcune fonti, tra cui lo storico Salazar y Castro, era figlio del re dei visigoti Recaredo I e della sua seconda moglie, di cui non si conoscono né gli ascendenti né il nome, ma che Salazar y Castro identifica con Clodesinde (circa 575- dopo il 595), figlia del re dei Franchi d'Austrasia, Sigeberto I e di Brunechilde e sorella del re dei Franchi d'Austrasia e di Burgundia, Childeberto I, che era già stata fidanzata col re dei Longobardi, Autari, come riporta il monaco cristiano e storico Paolo Diacono.

Secondo lo storico Giovanni di Biclaro nella sua Iohannis Abbatis Biclarensis Chronica Recaredo era il figlio secondogenito del re dei visigoti Leovigildo e della sua prima consorte, Teodosia, che secondo Salazar y Castro, nel suo Historia Genealógica de la Casa de Lara, Volume 1, era la figlia di Seberiano, governatore bizantino della provincia cartaginese, e della moglie, Teodora (Teodosia, hija de Seberiano Duque de Cartagena y de Teodora), ed era inoltre fratello dì Ermenegildo, il primogenito.

L'Europa nel 626; il regno dei Visigoti, durante il regno di Suintila, occupava la quasi totalità della penisola iberica e la Gotia, nella Gallia sud-occidentale

## Biografia
Secondo lo storico Rafael Altamira y Crevea era stato un generale che, con il re Sisebuto, condusse le campagne militari contro i Bizantini, sino al 620.
L'anno seguente, dopo la morte di Sisebuto, fu eletto re dei Visigoti il di lui figlio, Recaredo II, che, secondo il vescovo Isidoro di Siviglia, era ancora un bambino (Recaredo filio paruulo).
Recaredo II poche settimane dopo morì, molto probabilmente di morte provocata, pochi giorni dopo la morte del padre (post patris obitum princeps paucorum dierum morte interueniente habetur); Henri Leclercq, nel suo L'Espagne chrétienne, riporta che regnò tre o quattro mesi. Il Chronica Regum Visigotthorum cita Recaredo II, confermando che fu re per non molti giorni (Reccaredus regnavit paucos dies); mentre il Chronicon Albeldense non lo cita neppure: a Sisebuto fa seguire Suintila.
Ciò permise all'uomo forte della situazione, il generale Suintila, che si era messo in mostra durante la guerra contro i Bizantini, di essere eletto re dei Visigoti; Henri Leclercq riporta che Suintila salì al trono nel mese di aprile; anche Isidoro di Siviglia riporta l'avvenimento (gloriosissimus Suinthila gratia diuina regni suscepit sceptra).
Appena eletto riprese con forza la lotta contro i Bizantini, che ancora occupavano la zona costiera atlantica della provincia Betica; dapprima portò la guerra nel sud del dominio bizantino, che andava da Gibilterra a Cadice, e poi con un'ultima campagna, terminata nel 629, riuscì a batterli anche nell'Algarve e a ricacciarli in Nordafrica portando a termine la riunificazione della penisola iberica (salvo qualche distretto settentrionale del nord, in Biscaglia e nei Pirenei), il sogno dei re visigoti che lo precedettero. Il Diccionario biográfico español, Real Academia de la Historia, sostiene che la guerra terminò con la conquista e la distruzione di Cartagena, che cessò di esistere come città e sede vescovile per alcuni secoli.

Dal 629, Suintila fu il primo re di totius Spaniae (in questo periodo il termine Spania cominciò a sostituirsi al latino Hispania), come conferma anche Isidoro di Siviglia (totius Spaniae intra oceani fretum monarchiam regni primus idem potitus).
Isidoro di Siviglia, dopo aver ricordato le sue vittorie e conquiste lo celebrò sino a definirlo padre dei poveri (pater pauperum uocari sit dignus).
Dedicatosi alla politica interna, Suintila cercò di rendere ereditaria la successione sul trono ed inoltre si dette il compito di rinforzare l'autorità reale di fronte ai nobili ed agli ecclesiastici che continuavano a rinforzare il loro potere a scapito di quello reale. Per fare ciò divise il governo coi membri della propria famiglia, il figlio Recimiro, la moglie Teodora ed il fratello Geila. Ma la reazione sia della nobiltà che dell'alto clero fu negativa ed iniziarono le cospirazioni che Suintila represse molto severamente; questa situazione segnò l'inizio della fine del regno di Suintila; il cronista Fredegario, nel suo Fredegarii et aliorum Chronica sostiene che Suintila era duro con i suoi seguaci ed era odiato dai nobili (primatibus odium incurrerit).

Da quando Suintila si mise a trattare i problemi di politica interna, forse per il suo nepotismo e la sua prepotenza, i giudizi dei cronisti dell'epoca mutarono sino a definirlo come un tiranno malvagio e sensuale.
Nel 631, Sisenando, governatore della provincia Narbonense, Settimania, nel sud della Gallia, appoggiato dal re dei Franchi, Dagoberto, organizzò una congiura che pose fine al regno di Suintila. Alla guida di un esercito di Franchi, arrivò sino a Saragozza, come conferma anche Fredegario; dopo di che Suintila venne tradito dai suoi, non fu mai sconfitto in modo definitivo.

Secondo Henri Leclercq, nel suo L'Espagne chrétienne, avendo saputo che suo fratello era passato nelle file di Sisebuto cessò di combattere e si ritirò a vita privata.
Sisenando, già re effettivo dal 631, secondo il Chronicon Albeldense venne ufficialmente confermato nel IV Concilio di Toledo dell'anno 633, presieduto da Isidoro, arcivescovo di Siviglia, mentre Suintila fu esautorato, scomunicato ed ebbe confiscati tutti i suoi beni. Nello stesso concilio fu ufficialmente stabilito il sistema elettivo della monarchia visigota: il re doveva essere eletto da un'assemblea di nobili e vescovi.
Suintila sembra che morì poco dopo la conclusione del IV concilio di Toledo, nel 634. Un'altra fonte, invece asserisce che fosse ancora in vita, nel 638, dopo il V concilio di Toledo.

Il Chronica Regum Visigotthorum cita Suintila, confermando che fu re per dieci anni (Suinthila regnavit annos X); mentre il Chronicon Albeldense conferma che Suintila regnò dieci anni, sconfisse i Baschi, governò sia la Spagna che la Gallia, fu definito padre dei poveri e morì a Toledo.

## Matrimonio e figli
Verso il 620 Suintila aveva sposato Teodora dei Visigoti, figlia del re dei visigoti, Sisebuto. 

Suintila da Teodora aveva avuto due figli:
- Recimiro (ca. 621-631), associato al padre come re dei Visigoti, come conferma Isidoro di Siviglia[24];
- Liuvigoto o Liuvigotona, che nel 662 sposò il re dei visigoti Ervige[2].

### Fonti primarie
- (LA)  Chronica Regum Visigotthorum, España Sagrada Tomo II.
- (LA)  Isidori Historia Gothorum, Wandalorum, Sueborum, De origine Gothorum.
- (LA)  Anastasii abbatis opera omnia.
- (LA)  Monumenta Germaniae Historica, Auctorum antiquissimorum, tomus XI, Iohannis Abbatis Biclarensis Chronica.
- (LA)  Monumenta Germaniae Historica, Scriptores rerum Langobardicarum et Italicarum (SS rer. Lang.).

### Letteratura storiografica
- Rafael Altamira, La Spagna sotto i Visigoti, in Storia del mondo medievale, vol. I, Garzanti, 1999,  pp. 743-779.
- (FR)  #ES L'Espagne chrétienne